# 雉子牟田明子
雉子牟田明子（日语：／ Kijimuta Akiko，1968年5月1日—），现姓中岛，日本女子网球运动员。她曾获得1990年亚洲运动会网球比赛女子单打金牌。她的职业生涯最高单打世界排名是49名。